# Desmogomphus anchicayensis
Desmogomphus anchicayensis là loài chuồn chuồn trong họ Gomphidae. Loài này được Amaya-Vallejo & Novelo-Gutiérrez mô tả khoa học đầu tiên năm 2012.